# Cerkev sv. Duha, Rateče
Cerkev svetega Duha v Ratečah je župnijska cerkev župnije Rateče Planica.
Cerkev Svetega Duha, ki stoji na slikoviti legi vrh griča nad vasjo, ima zvezdasto rebrasto obokan prezbiterij iz zgodnjega 16. stoletja. Ladjo in zvonik so prizidali v letih 1786 do 1791. Iz tega časa je tudi večina notranje opreme. Slika Binkošti, v velikem oltarju, ki ga je 1879 postavil Janez Vurnik, je delo slikara Leopolda Layerja.